# Città della Germania
| Abbreviazioni dei Länder |                                                          |
| BB                       | Brandeburgo (Brandenburg)                                |
| BE                       | Berlino (Berlin)                                         |
| BW                       | Baden-Württemberg                                        |
| BY                       | Baviera (Bayern)                                         |
| HB                       | Brema (Bremen)                                           |
| HE                       | Assia (Hessen)                                           |
| HH                       | Amburgo (Hamburg)                                        |
| MV                       | Meclemburgo-Pomerania Anteriore (Mecklenburg-Vorpommern) |
| NI                       | Bassa Sassonia (Niedersachsen)                           |
| NW                       | Renania Settentrionale-Vestfalia (Nordrhein-Westfalen)   |
| RP                       | Renania-Palatinato (Rheinland-Pfalz)                     |
| SH                       | Schleswig-Holstein                                       |
| SL                       | Saarland                                                 |
| SN                       | Sassonia (Sachsen)                                       |
| ST                       | Sassonia-Anhalt (Sachsen-Anhalt)                         |
| TH                       | Turingia (Thüringen)                                     |

Le città della Germania sono i 2.076 comuni tedeschi che possiedono il titolo di città (Stadtrecht).

## A
| | | |
| Aach BW Aalen BW Abenberg BY Abensberg BY Achern BW Achim NI Adelsheim BW Adenau RP Adorf/Vogtl. ST Ahaus NW Ahlen NW Ahrensburg SH Aichach BY Aichtal BW Aken (Elbe) ST Albstadt BW Alfeld (Leine) NI Allendorf (Lumda) HE Allstedt ST Alpirsbach BW Alsfeld HE Alsdorf NW Alsleben (Saale) ST | Altdorf b.Nürnberg BY Altena NW Altenberg SN Altenburg TH Altenkirchen (Westerwald) RP Altensteig BW Altentreptow MV Altlandsberg BB Altötting BY Alzenau BY Alzey RP Amberg BY Amburgo, (Hamburg) Città Libera e Anseatica Amöneburg HE Amorbach BY Amt Creuzburg TH Andernach RP An der Schmücke TH Angermünde BB Anklam MV Annaberg-Buchholz SN Annaburg ST Annweiler am Trifels RP Ansbach BY Apolda TH | Aquisgrana, (Aachen) NW Arendsee (Altmark) ST Arneburg ST Arnis SH Arnsberg NW Arnstadt TH Arnstein BY Arnstein ST Artern TH Arzberg BY Aschaffenburg BY Aschersleben ST Asperg BW Aßlar HE Attendorn NW Aub BY Aue SN Auerbach i.d.OPf. BY Auerbach/Vogtl. SN Augusta, (Augsburg) BY Augustusburg SN Aulendorf BW Auma TH Aurich NI |

## B
| | | |
| Babenhausen HE Bacharach RP Backnang BW Bad Aibling BY Bad Arolsen HE Bad Bentheim NI Bad Belzig BB Bad Bergzabern RP Bad Berka TH Bad Berleburg NW Bad Berneck im Fichtelgebirge BY Bad Bevensen NI Bad Bibra ST Bad Blankenburg TH Bad Bramstedt ST Bad Breisig RP Bad Brückenau BY Bad Buchau BW Bad Camberg HE Bad Colberg-Heldburg TH Bad Doberan MV Bad Driburg NW Bad Düben SN Bad Dürkheim RP Bad Dürrenberg ST Bad Dürrheim BW Bad Elster SN Bad Ems RP Baden-Baden BW Bad Fallingbostel NI Bad Frankenhausen/Kyffhäuser TH Bad Freienwalde (Oder) BB Bad Friedrichshall BW Bad Gandersheim NI Bad Gottleuba-Berggießhübel SN Bad Griesbach im Rottal BY Bad Harzburg NI Bad Herrenalb BW Bad Hersfeld HE Bad Homburg vor der Höhe HE Bad Honnef NW Bad Hönningen RP Bad Iburg NI Bad Karlshafen HE Bad Kissingen BY Bad König HE Bad Königshofen im Grabfeld BY Bad Köstritz TH Bad Kötzting BY Bad Kreuznach RP Bad Krozingen BW Bad Laasphe NW Bad Langensalza TH Bad Lauchstädt ST Bad Lausick SN Bad Lauterberg im Harz NI Bad Liebenstein TH Bad Liebenwerda BB Bad Liebenzell BW Bad Lippspringe NW Bad Lobenstein TH Bad Marienberg (Westerwald) RP Bad Mergentheim BW Bad Münder am Deister NI Bad Münstereifel NW Bad Muskau SN Bad Nauheim HE Bad Nenndorf NI Bad Neuenahr-Ahrweiler RP Bad Neustadt an der Saale BY Bad Oeynhausen NW Bad Oldesloe ST Bad Orb HE Bad Pyrmont NI Bad Rappenau BW Bad Reichenhall BY Bad Rodach BY Bad Sachsa NI Bad Säckingen BW Bad Salzdetfurth NI Bad Salzuflen NW Bad Salzungen TH Bad Saulgau BW Bad Schandau SN Bad Schmiedeberg ST Bad Schussenried BW Bad Schwalbach HE Bad Schwartau ST | Bad Segeberg ST Bad Sobernheim RP Bad Soden am Taunus HE Bad Soden-Salmünster HE Bad Sooden-Allendorf HE Bad Staffelstein BY Bad Sulza TH Bad Sülze MW Bad Teinach-Zavelstein BW Bad Tennstedt TH Bad Tölz BY Bad Urach BW Bad Vilbel HE Bad Waldsee BW Bad Wildbad BW Bad Wildungen HE Bad Wilsnack BB Bad Wimpfen BW Bad Windsheim BY Bad Wörishofen BY Bad Wünnenberg NW Bad Wurzach BW Baesweiler NW Baiersdorf BY Balingen BW Ballenstedt ST Balve NW Bamberga, (Bamberg) BY Barby ST Bargteheide ST Barmstedt ST Bärnau BY Barntrup NW Barsinghausen NI Barth MV Baruth/Mark BB Bassum NI Battenberg (Eder) HE Baumholder RP Baunach BY Baunatal HE Bautzen SN Bayreuth BY Bebra HE Beckum NW Bedburg NW Beelitz BB Beeskow BB Beilngries BY Beilstein BW Belgern SN Bendorf RP Benneckenstein (Harz) ST Bensheim HE Berching BY Berga/Elster TH Bergen NI Bergen auf Rügen MV Bergheim NW Bergisch Gladbach NW Bergkamen NW Bergneustadt NW Berlino, (Berlin) BE Capitale Federale Bernau bei Berlin BB Bernburg (Saale) ST Bernkastel-Kues RP Bernsdorf SN Bernstadt a. d. Eigen SN Bersenbrück NI Besigheim BW Betzdorf RP Betzenstein BY Beverungen NW Bexbach SL Biberach an der Riß BW Biedenkopf HE Bielefeld NW Biesenthal BB Bietigheim-Bissingen BW Billerbeck NW Bingen am Rhein RP Birkenfeld RP Bischofsheim an der Rhön BY Bischofswerda SN Bismark (Altmark) ST Bitburg RP Bitterfeld-Wolfen ST | Blankenburg (Harz) ST Blankenhain TH Blaubeuren BW Blaustein BW Bleckede NI Bleicherode TH Blieskastel SL Blomberg NW Blumberg BW Bobingen BY Böblingen BW Bocholt NW Bochum NW Bockenem NI Bodenwerder NI Bogen BY Böhlen SN Boizenburg/Elbe MV Bonn NW Bonndorf im Schwarzwald BW Bönnigheim BW Bopfingen BW Boppard RP Borgentreich NW Borgholzhausen NW Borken NW Borken (Hessen) HE Borkum NI Borna SN Bornheim NW Bottrop NW Boxberg BW Brackenheim BW Brake (Unterweser) NI Brakel NW Bramsche NI Brandenburg an der Havel BB Brand-Erbisdorf SN Brandis SN Braubach RP Braunfels HE Braunlage NI Bräunlingen BW Braunsbedra ST Braunschweig NI Breckerfeld NW Bredstedt ST Breisach am Rhein BV Brema, (Bremen) Città Libera e Anseatica Bremerhaven HB Bremervörde NI Bretten BW Breuberg HE Brilon NW Brotterode TH Bruchköbel HE Bruchsal BW Brück BB Brüel MV Brühl NW Brunsbüttel ST Brüssow BB Buchen BW Buchholz in der Nordheide NI Buchloe BY Bückeburg NI Buckow (Märkische Schweiz) BB Büdelsdorf ST Büdingen HE Bühl BW Bünde NW Büren NW Burg ST Burgau BY Burgbernheim BY Burgdorf NI Bürgel TH Burghausen BY Burgkunstadt BY Burglengenfeld BY Burgstädt SN Burg Stargard MV Burgwedel NI Burladingen BW Burscheid NW Bürstadt HE Buttstädt TH Butzbach HE Bützow MV Buxtehude NI |

## C
|                                                                                                  | |                                                                                          |
| Calau BB Calbe ST Calw BW Castrop-Rauxel NW Celle NI Cham BY Chemnitz SN Clausthal-Zellerfeld NI | Clingen TH Cloppenburg NI Coblenza, (Koblenz) RP Coburgo, (Coburg) BY Cochem RP Coesfeld NW Colditz SN Colonia, (Köln) NW Costanza, (Konstanz) BW Coswig SN Coswig (Anhalt) ST | Cottbus BB Crailsheim BW Creglingen BW Creußen BY Crimmitschau SN Crivitz MV Cuxhaven NI |

## D
| | | |
| Dachau BY Dahlen SN Dahme/Mark BB Dahn RP Damme NI Dannenberg NI Dargun MV Darmstadt HE Dassel NI Dassow MV Datteln NW Daun RP Deggendorf BY Deidesheim RP Delbrück NW Delitzsch SN Delmenhorst NI Demmin, MV Città Anseatica Derenburg ST Dessau-Roßlau ST Detmold NW Dettelbach BY Dieburg HE | Diemelstadt HE Diepholz NI Dierdorf RP Dietenheim BW Dietfurt an der Altmühl BY Dietzenbach HE Diez RP Dillenburg HE Dillingen an der Donau BY Dillingen/Saar SL Dingelstädt TH Dingolfing BY Dinkelsbühl BY Dinklage NI Dinslaken NW Dippoldiswalde SN Dissen am Teutoburger Wald NI Ditzingen BW Döbeln SN Doberlug-Kirchhain BB Döbern BB Dohna SN Dömitz MV | Dommitzsch SN Donaueschingen BW Donauwörth BY Donzdorf BW Dorfen BY Dormagen NW Dornburg-Camburg TH Dornhan BW Dornstetten BW Dorsten NW Dortmund NW Dransfeld NI Drebkau BB Dreieich HE Drensteinfurt NW Dresda, (Dresden) SN Drolshagen NW Duderstadt NI Duisburg NW Dülmen NW Düren NW Düsseldorf, NW Capitale del Land |

## E
| | | |
| Ebeleben TH Eberbach BW Ebermannstadt BY Ebern BY Ebersbach an der Fils BW Ebersbach-Neugersdorf SN Ebersberg BY Eberswalde BB Eckartsberga ST Eckernförde ST Edenkoben RP Egeln ST Eggenfelden BY Eggesin MV Ehingen (Danubio) BW Ehrenfriedersdorf SN Eibelstadt BY Eibenstock SN Eichstätt BY Eilenburg SN Einbeck NI Eisenach TH Eisenberg TH Eisenberg (Pfalz) RP Eisenhüttenstadt BB Eisfeld TH Eisleben ST | Eislingen/Fils BW Elbingerode (Harz) ST Ellingen BY Ellrich TH Ellwangen (Jagst) BW Elmshorn ST Elsfleth NI Elsterberg SN Elsterwerda BB Elstra SN Elterlein SN Eltmann BY Eltville am Rhein HE Elzach BW Elze NI Emden NI Emmendingen BW Emmerich am Rhein NW Emsdetten NW Endingen am Kaiserstuhl BW Engen BW Enger NW Ennepetal NW Ennigerloh NW Eppelheim BW Eppingen BW | Eppstein HE Erbach BW Erbach HE Erbendorf BY Erding BY Erftstadt NW Erfurt TH Capitale del Land Erkelenz NW Erkner BB Erkrath NW Erlangen BY Erlenbach am Main BY Erwitte NW Eschborn HE Eschenbach in der Oberpfalz BY Eschershausen NI Eschwege HE Eschweiler NW Esens NI Espelkamp NW Essen NW Esslingen am Neckar BW Ettenheim BW Ettlingen BW Euskirchen NW Eutin ST |

## F
| | | |
| Falkenberg/Elster BB Falkensee BB Falkenstein/Harz ST Falkenstein/Vogtl. SN Fehmarn ST Fellbach BW Felsberg HE Feuchtwangen BY Filderstadt BW Finsterwalde BB Fladungen BY Flensburgo ST Flöha SN Flörsheim am Main HE Florstadt HE Forchheim BY Forchtenberg BW Forst (Lausitz) BB Francoforte sul Meno, (Frankfurt am Main) HE Francoforte sull'Oder, (Frankfurt an der Oder) BB Frankenau HE Frankenberg (Eder) HE | Frankenberg/Sa. SN Frankenthal (Pfalz) RP Franzburg MV Frauenstein SN Frechen NW Freiberg am Neckar BW Freiberg SN Freilassing BY Freinsheim RP Freital SN Freren NI Freudenberg BW Freudenberg NW Freudenstadt BW Freyburg ST Freystadt BY Freyung BY Friburgo in Brisgovia, (Freiburg im Breisgau) BW Fridingen an der Donau BW Friedberg BY Friedberg (Hessen) HE | Friedland MV Friedland BB Friedrichroda TH Friedrichsdorf HE Friedrichshafen BW Friedrichstadt ST Friedrichsthal SL Friesack BB Friesoythe NI Frisinga, (Freising) BY Fritzlar HE Frohburg SN Fröndenberg/Ruhr NW Fulda HE Fürstenau NI Fürstenberg/Havel BB Fürstenfeldbruck BY Fürstenwalde/Spree BB Fürth BY Furth im Wald BY Furtwangen im Schwarzwald BW Füssen BY |

## G
| | | |
| Gadebusch MV Gaggenau BW Gaildorf BW Gammertingen BW Garbsen NI Garching bei München BY Gardelegen ST Garding ST Gartz (Oder) BB Garz/Rügen MV Gau-Algesheim RP Gebesee TH Gedern HE Geesthacht ST Geestland NI Gefell TH Gefrees BY Gehrden NI Geilenkirchen NW Geisa TH Geiselhöring BY Geisenfeld BY Geisenheim HE Geising SN Geisingen BW Geislingen BW Geislingen an der Steige BW Geithain SN Geldern NW Gelnhausen HE Gelsenkirchen NW Gemünden am Main BY Gemünden (Wohra) HE Gengenbach BW Genthin ST Georgsmarienhütte NI Gera TH Gerabronn BW Gerbstedt ST Geretsried BY Geringswalde SN Gerlingen BW Germering BY Germersheim RP | Gernrode ST Gernsbach BW Gernsheim HE Gerolstein RP Gerolzhofen BY Gersfeld (Rhön) HE Gersthofen BY Gescher NW Geseke NW Gevelsberg NW Geyer SN Giengen an der Brenz BW Gießen HE Gifhorn NI Ginsheim-Gustavsburg HE Gladbeck NW Gladenbach HE Glashütte SN Glauchau SN Glinde ST Glücksburg ST Glückstadt ST Gnoien MV Goch NW Goldberg MV Goldkronach BY Golßen BB Gommern ST Göppingen BW Görlitz SN Goslar NI Gößnitz TH Gotha TH Gottinga, (Göttingen) NI Grabow MV Grafenau BY Gräfenberg BY Gräfenhainichen ST Gräfenthal TH Grafenwöhr BY Grafing bei München BY Gransee BB Grebenau HE Grebenstein HE | Greding BY Greifswald, MV Città Anseatica Greiz TH Greußen TH Greven NW Grevenbroich NW Grevesmühlen MV Griesheim HE Grimma SN Grimmen MV Gröbzig ST Gröditz SN Groitzsch SN Gronau NI Gronau NW Gröningen ST Großalmerode HE Groß-Bieberau HE Großbottwar BW Großbreitenbach TH Großenehrich TH Großenhain SN Groß-Gerau HE Großräschen BB Großröhrsdorf SN Großschirma SN Groß-Umstadt HE Grünberg HE Grünhain-Beierfeld SN Grünsfeld BW Grünstadt RP Guben BB Gudensberg HE Güglingen BW Gummersbach NW Gundelfingen an der Donau BY Gundelsheim BW Günzburg BY Gunzenhausen BY Güsten ST Güstrow MV Gütersloh NW Gützkow MV |

## H
| | | |
| Haan NW Hachenburg RP Hadamar HE Hadmersleben ST Hagen NW Hagenbach RP Hagenow MV Haiger HE Haigerloch BW Hainichen SN Haiterbach BW Halberstadt ST Haldensleben ST Halle (Saale) ST Halle (Westfalen) NW Hallenberg NW Hallstadt BY Haltern am See NW Halver NW Hameln NI Hamm NW Hammelburg BY Hamminkeln NW Hanau HE Hannover NI Capitale del Land Hann. Münden NI Harburg (Schwaben) BY Hardegsen NI Haren (Ems) NI Harsewinkel NW Hartenstein SN Hartha SN Harzgerode ST Haselünne NI Haslach im Kinzigtal BW Hasselfelde ST Haßfurt BY Hattersheim am Main HE Hattingen NW Hatzfeld (Eder) HE Hausach BW Hauzenberg BY Havelberg ST Havelsee BB Hayingen BW Hechingen BW Hecklingen ST Heide ST Heideck BY | Heidelberg BW Heidenau SN Heidenheim an der Brenz BW Heilbad Heiligenstadt TH Heilbronn BW Heiligenhafen ST Heiligenhaus NW Heilsbronn BY Heimbach NW Heimsheim BW Heinsberg NW Heitersheim BW Helmbrechts BY Helmstedt NI Hemau BY Hemer NW Hemmingen NI Hemmoor NI Hemsbach BW Hennef (Sieg) NW Hennigsdorf BB Heppenheim HE Herbolzheim BW Herborn HE Herbrechtingen BW Herbstein HE Herdecke NW Herdorf RP Herford NW Heringen/Helme TH Heringen (Werra) HE Hermeskeil RP Hermsdorf TH Herne NW Herrenberg BW Herrieden BY Herrnhut SN Hersbruck BY Herten NW Herzberg am Harz NI Herzberg (Elster) BB Herzogenaurach BY Herzogenrath NW Hessisch Lichtenau HE Hessisch Oldendorf NI Hettingen BW Hettstedt ST Heubach BW | Heusenstamm HE Hilchenbach NW Hildburghausen TH Hilden NW Hildesheim NI Hillesheim RP Hilpoltstein BY Hirschau BY Hirschberg TH Hirschhorn HE Hitzacker (Elbe) NI Hochheim am Main HE Höchstadt an der Aisch BY Höchstädt an der Donau BY Hockenheim BW Hof BY Hofgeismar HE Hofheim am Taunus HE Hofheim in Unterfranken BY Hohenberg an der Eger BY Hohenleuben TH Hohenmölsen ST Hohen Neuendorf BB Hohenstein-Ernstthal SN Hohnstein SN Höhr-Grenzhausen RP Hollfeld BY Holzgerlingen BW Holzminden NI Homberg (Efze) HE Homberg (Ohm) HE Homburg SL Horb am Neckar BW Hornbach RP Horn-Bad Meinberg NW Hornberg BW Hörstel NW Horstmar NW Höxter NW Hoya NI Hoyerswerda SN Hückelhoven NW Hückeswagen NW Hüfingen BW Hünfeld HE Hungen HE Hürth NW Husum ST |

## I
|                                                                                     | |                                                                                |
| Ibbenbüren NW Ichenhausen BY Idar-Oberstein RP Idstein HE Illertissen BY Ilmenau TH | Ilsenburg (Harz) ST Ilshofen BW Immenhausen HE Immenstadt im Allgäu BY Ingelfingen BW Ingelheim am Rhein RP | Ingolstadt BY Iphofen BY Iserlohn NW Isny im Allgäu BW Isselburg NW Itzehoe ST |

## J
|                                                  |                                                |                                   |
| Jarmen MV Jena TH Jerichow ST Jessen (Elster) ST | Jever NI Joachimsthal BB Johanngeorgenstadt SN | Jöhstadt SN Jülich NW Jüterbog BB |

## K
| | | |
| Kaarst NW Kahla TH Kaisersesch RP Kaiserslautern RP Kalbe (Milde) ST Kalkar NW Kaltenkirchen ST Kaltennordheim TH Kamen NW Kamenz SN Kamp-Lintfort NW Kandel RP Kandern BW Kappeln ST Karben HE Karlsruhe BW Karlstadt BY Kassel HE Kastellaun RP Katzenelnbogen RP Kaub RP Kaufbeuren BY Kehl BW Kelbra (Kyffhäuser) ST Kelheim BY Kelkheim (Taunus) HE Kellinghusen ST Kelsterbach HE Kemberg ST Kemnath BY Kempen NW Kempten (Allgäu) BY Kenzingen BW Kerpen NW | Ketzin BB Kevelaer NW Kiel SH Capitale del Länder Kierspe NW Kindelbrück TH Kirchberg SN Kirchberg an der Jagst BW Kirchberg RP Kirchen RP Kirchenlamitz BY Kirchhain HE Kirchheimbolanden RP Kirchheim unter Teck BW Kirn RP Kirtorf HE Kitzingen BY Kitzscher SN Kleve NW Klingenberg am Main BY Klingenthal SN Klötze ST Klütz MV Knittlingen BW Kohren-Sahlis SN Kolbermoor BY Kölleda TH Königsberg in Bayern BY Königsbrück SN Königsbrunn BY Königsee TH Königslutter am Elm NI Königstein im Taunus HE | Königstein (Sächsische Schweiz) SN Königswinter NW Königs Wusterhausen BB Könnern ST Konz RP Korbach HE Korntal-Münchingen BW Kornwestheim BW Korschenbroich NW Köthen (Anhalt) ST Kraichtal BW Krakow am See MV Kranichfeld TH Krautheim BW Krefeld NW Kremmen BB Krempe ST Kreuztal NW Kronach BY Kronberg im Taunus HE Kröpelin MV Kroppenstedt ST Krumbach BY Kühlungsborn MV Kulmbach BY Külsheim BW Künzelsau BW Kupferberg BY Kuppenheim BW Kusel RP Kyllburg RP Kyritz BB |

## L
| | | |
| Laage MV Laatzen NI Ladenburg BW Lage NW Lahnstein RP Lahr/Schwarzwald BW Laichingen BW Lambrecht (Pfalz) RP Lampertheim HE Landau an der Isar BY Landau in der Pfalz RP Landsberg am Lech BY Landsberg ST Landshut BY Landstuhl RP Langelsheim NI Langen HE Langenau BW Langenburg BW Langenfeld (Rheinland) NW Langenhagen NI Langenselbold HE Langenzenn BY Lassan MV Laubach HE Laucha an der Unstrut ST Lauchhammer BB Lauchheim BW Lauda-Königshofen BW Lauenburg/Elbe ST Lauf an der Pegnitz BY Laufen BY Laufenburg BW Lauffen am Neckar BW Lauingen BY Laupheim BW Lauscha TH Lauta SN Lauter-Bernsbach SN Lauterbach HE Lauterecken RP Lauterstein BW Lebach SL | Lebus BB Leer NI Lehesten TH Lehrte NI Leichlingen (Rheinland) NW Leimen BW Leinefelde-Worbis TH Leinfelden-Echterdingen BW Leipheim BY Leisnig SN Lemgo NW Lengefeld SN Lengenfeld SN Lengerich NW Lennestadt NW Lenzen BB Leonberg BW Leun HE Leuna ST Leutenberg TH Leutershausen BY Leutkirch im Allgäu BW Leverkusen NW Lich HE Lichtenau BW Lichtenau NW Lichtenberg BY Lichtenfels BY Lichtenfels HE Lichtenstein SN Liebenau HE Liebenwalde BB Lieberose BB Liebstadt SN Limbach-Oberfrohna SN Limburg a.d. Lahn HE Lindau (Bodensee) BY Linden HE Lindenberg im Allgäu BY Lindenfels HE Lindow (Mark) BB Lingen (Ems) NI Linnich NW | Linz am Rhein RP Lippstadt NW Lipsia, (Leipzig) SN Löbau SN Löffingen BW Lohmar NW Lohne (Oldenburg) NI Löhne NW Lohr am Main BY Loitz MV Lollar HE Lommatzsch SN Löningen NI Lorch BW Lorch HE Lörrach BW Lorsch HE Lößnitz SN Löwenstein BW Lübbecke NW Lübben (Spreewald) BB Lübbenau/Spreewald BB Lubecca, (Lübeck) ST Città Anseatica Lübtheen MV Lübz MV Lüchow (Wendland) NI Lucka TH Luckau BB Luckenwalde BB Lüdenscheid NW Lüdinghausen NW Ludwigsburg BW Ludwigsfelde BB Ludwigshafen am Rhein RP Ludwigslust MV Ludwigsstadt BY Lugau/Erzgeb. SN Lügde NW Lüneburg, NI Città Anseatica Lünen NW Lunzenau SN Lütjenburg ST Lützen ST Lychen BB |

## M
| | | |
| Magdala TH Magdeburgo, (Magdeburg) ST Capitale del Land Magonza, (Mainz) RP Capitale del Land Mahlberg BW Mainbernheim BY Mainburg BY Maintal HE Malchin MV Malchow MV Mannheim BW Manderscheid RP Mansfeld ST Marbach am Neckar BW Marburgo, (Marburg) HE Marienberg SN Marienmünster NW Markdorf BW Markgröningen BW Märkisch Buchholz BB Markkleeberg SN Markneukirchen SN Markranstädt SN Marktbreit BY Marktheidenfeld BY Marktleuthen BY Marktoberdorf BY Marktredwitz BY Marktsteft BY Marl NW Marlow MV Marne ST Marsberg NW Maulbronn BW Maxhütte-Haidhof BY Mayen RP Mechernich NW Meckenheim NW Medebach NW | Meerane SN Meerbusch NW Meersburg BW Meinerzhagen NW Meiningen TH Meisenheim RP Meißen SN Meldorf ST Melle NI Mellrichstadt BY Melsungen HE Memmingen BY Menden (Sauerland) NW Mendig RP Mengen BW Meppen NI Merkendorf BY Merseburg ST Merzig SL Meschede NW Meßkirch BW Meßstetten BW Mettmann NW Metzingen BW Meuselwitz TH Meyenburg BB Michelstadt HE Miesbach BY Miltenberg BY Mindelheim BY Minden NW Mirow MV Mittenwalde BB Mitterteich BY Mittweida SN Möckern ST Möckmühl BW Moers NW | Mölln ST Monaco di Baviera, (München) BY Mönchengladbach NW Monheim BY Monheim am Rhein NW Monschau NW Montabaur RP Moosburg an der Isar BY Mörfelden-Walldorf HE Moringen NI Mosbach BW Mössingen BW Mücheln (Geiseltal) ST Mügeln SN Mühlacker BW Mühlberg/Elbe BB Mühldorf am Inn BY Mühlhausen/Thüringen TH Mühlheim am Main HE Mühlheim an der Donau BW Mühltroff SN Mülheim an der Ruhr NW Mülheim-Kärlich RP Müllheim BW Müllrose BB Münchberg BY Müncheberg BB Münchenbernsdorf TH Munderkingen BW Münnerstadt BY Münsingen BW Munster NI Münster NW Münstermaifeld RP Münzenberg HE Murrhardt BW |

## N
| | | |
| Nabburg BY Nagold BW Naila BY Nassau RP Nastätten RP Nauen BB Naumburg HE Naumburg (Saale) ST Naunhof SN Nebra (Unstrut) ST Neckarbischofsheim BW Neckargemünd BW Neckarsteinach HE Neckarsulm BW Neresheim BW Netphen NW Nettetal NW Netzschkau SN Neu-Anspach HE Neubrandenburg MV Neubukow MV Neubulach BW Neuburg an der Donau BY Neudenau BW Neuenbürg BW Neuenburg am Rhein BW Neuenhaus NI Neuenrade NW Neuenstadt am Kocher BW Neuenstein BW Neuerburg RP Neuffen BW | Neuhaus am Rennweg TH Neu-Isenburg HE Neukalen MV Neukirchen HE Neukirchen-Vluyn NW Neukloster MV Neumark TH Neumarkt in der Oberpfalz BY Neumarkt-Sankt Veit BY Neumünster ST Neunburg vorm Wald BY Neunkirchen SL Neuötting BY Neuruppin BB Neusalza-Spremberg SN Neusäß BY Neuss NW Neustadt an der Aisch BY Neustadt an der Donau BY Neustadt an der Waldnaab BY Neustadt am Kulm BY Neustadt am Rübenberge NI Neustadt an der Orla TH Neustadt an der Weinstraße RP Neustadt bei Coburg BY Neustadt (Dosse) BB Neustadt-Glewe MV Neustadt HE Neustadt in Holstein ST Neustadt in Sachsen SN Neustrelitz MV | Neutraubling BY Neu-Ulm BY Neuwied RP Nidda HE Niddatal HE Nidderau HE Nideggen NW Niebüll ST Niedenstein HE Niederkassel NW Niedernhall BW Nieder-Olm RP Niederstetten BW Niederstotzingen BW Nieheim NW Niemegk BB Nienburg (Saale) ST Nienburg/Weser NI Niesky SN Nittenau BY Norden NI Nordenham NI Norderney NI Norderstedt ST Nordhausen TH Nordhorn NI Nördlingen BY Norimberga, (Nürnberg) BY Northeim NI Nortorf ST Nossen SN Nottertal-Heilinger Höhen TH Nürtingen BW |

## O
| | | |
| Oberasbach BY Oberhausen NW Oberhof TH Oberkirch BW Oberkochen BW Oberlungwitz SN Obermoschel RP Obernburg am Main BY Oberndorf am Neckar BW Obernkirchen NI Ober-Ramstadt HE Oberriexingen BW Obertshausen HE Oberursel (Taunus) HE Oberviechtach BY Oberwesel RP Oberwiesenthal SN Oberzent HE Ochsenfurt BY Ochsenhausen BW Ochtrup NW Oderberg BB Oebisfelde ST | Oederan SN Oelde NW Oelsnitz/Erzgebirge SN Oelsnitz/Vogtland SN Oer-Erkenschwick NW Oerlinghausen NW Oestrich-Winkel HE Oettingen in Bayern BY Offenbach am Main HE Offenburg BW Ohrdruf TH Öhringen BW Olbernhau SN Oldenburg (Oldb) NI Oldenburg in Holstein ST Olfen NW Olpe NW Olsberg NW Oppenau BW Oppenheim RP Oranienbaum ST Oranienburg BB Orlamünde TH | Ornbau BY Ortenberg HE Ortrand BB Oschatz SN Oschersleben ST Osnabrück NI Osterburg (Altmark) ST Osterburken BW Osterfeld ST Osterhofen BY Osterholz-Scharmbeck NI Osterode am Harz NI Osterwieck ST Ostfildern BW Ostheim vor der Rhön BY Osthofen RP Östringen BW Ostritz SN Otterberg RP Otterndorf NI Ottweiler SL Overath NW Owen BW |

## P
| | | |
| Paderborn NW Papenburg NI Pappenheim BY Parchim MV Parsberg BY Pasewalk MV Passavia, (Passau) BY Pattensen NI Pausa/Vogtl. SN Pegau SN Pegnitz BY Peine NI Peitz BB Penig SN Penkun MV Penzberg BY Penzlin MV Perleberg BB Petershagen NW Pfaffenhofen an der Ilm BY | Pfarrkirchen BY Pforzheim BW Pfreimd BY Pfullendorf BW Pfullingen BW Pfungstadt HE Philippsburg BW Pinneberg ST Pirmasens RP Pirna SN Plattling BY Plau am See MV Plaue TH Plauen SN Plettenberg NW Pleystein BY Plochingen BW Plön ST Pocking BY Pohlheim HE | Polch RP Porta Westfalica NW Pößneck TH Potsdam BB Capitale del Länder Pottenstein BY Preetz ST Premnitz BB Prenzlau BB Pressath BY Prettin ST Preußisch Oldendorf NW Prichsenstadt BY Pritzwalk BB Prüm RP Pulheim NW Pulsnitz SN Putbus MV Putlitz BB Püttlingen SL |

## Q
|                               |             |              |
| Quakenbrück NI Quedlinburg ST | Querfurt ST | Quickborn ST |

## R
| | | |
| Rabenau (Sassonia) SN Radeberg SN Radebeul SN Radeburg SN Radevormwald NW Radolfzell am Bodensee BW Raguhn-Jeßnitz ST Rahden NW Rain BY Ramstein-Miesenbach RP Ranis TH Ransbach-Baumbach RP Rastatt BW Rastenberg TH Rathenow BB Ratingen NW Ratisbona, (Regensburg) BY Ratzeburg ST Rauenberg BW Raunheim HE Rauschenberg HE Ravensburg BW Ravenstein BW Recklinghausen NW Rees NW Regen BY Regis-Breitingen SN Rehau BY Rehburg-Loccum NI Rehna MV Reichelsheim (Wetterau) HE Reichenbach im Vogtland SN Reichenbach/O.L. SN Reinbek ST Reinfeld (Holstein) ST Reinheim HE Remagen RP | Remscheid NW Remseck am Neckar BW Renchen BW Rendsburg ST Rennerod RP Renningen BW Rerik MV Rethem (Aller) NI Reutlingen BW Rheda-Wiedenbrück NW Rhede NW Rheinau BW Rheinbach NW Rheinberg NW Rheinböllen RP Rheine NW Rheinfelden (Baden) BW Rheinsberg BB Rheinstetten BW Rhens RP Rhinow BB Ribnitz-Damgarten MV Richtenberg MV Riedenburg BY Riedlingen BW Riedstadt HE Rieneck BY Riesa SN Rietberg NW Rinteln NI Röbel/Müritz MV Rochlitz SN Rockenhausen RP Rodalben RP Rodenberg NI Rödental BY | Rödermark HE Rodewisch SN Rodgau HE Roding BY Römhild TH Romrod HE Ronneburg TH Ronnenberg NI Rosbach vor der Höhe HE Rosenfeld BW Rosenheim BY Rosenthal HE Rösrath NW Roßleben TH Roßwein SN Rostock, MV Città Anseatica Rotenburg an der Fulda HE Rotenburg (Wümme) NI Roth BY Rötha SN Röthenbach an der Pegnitz BY Rothenburg/O.L. SN Rothenburg ob der Tauber BY Rothenfels BY Rottenburg am Neckar BW Rottenburg a.d.Laaber BY Röttingen BY Rottweil BW Rötz BY Rüdesheim am Rhein HE Rudolstadt TH Ruhla TH Ruhland BB Runkel HE Rüsselsheim am Main HE Rutesheim BW Rüthen NW |

## S
| | | |
| Saalburg-Ebersdorf TH Saalfeld/Saale TH Saarbrücken SL Capitale del Länder Saarburg RP Saarlouis SL Sachsenhagen NI Sachsenheim BW Salzgitter NI Salzkotten NW Salzwedel, ST Città Anseatica Sandau (Elbe) ST Sandersdorf-Brehna ST Sandersleben (Anhalt) ST Sangerhausen ST Sankt Andreasberg NI Sankt Augustin NW Sankt Goar RP Sankt Goarshausen RP Sarstedt NI Sassenberg NW Sassnitz MV Sayda SN Schalkau TH Schauenstein BY Scheer BW Scheibenberg SN Scheinfeld BY Schelklingen BW Schenefeld ST Scheßlitz BY Schieder-Schwalenberg NW Schifferstadt RP Schildau SN Schillingsfürst BY Schiltach BW Schirgiswalde-Kirschau SN Schkeuditz SN Schkölen TH Schleiden NW Schleiz TH Schleswig ST Schlettau SN Schleusingen TH Schlieben BB Schlitz HE Schloß Holte-Stukenbrock NW Schlüchtern HE Schlüsselfeld BY Schmalkalden TH Schmallenberg NW Schmölln TH Schnackenburg NI Schnaittenbach BY Schneeberg SN Schneverdingen NI Schömberg BW Schönau BW Schönau im Schwarzwald BW Schönberg MV Schönebeck (Elbe) ST Schöneck/Vogtl. SN Schönewalde BB Schongau BY Schöningen NI Schönsee BY Schönwald BY Schopfheim BW | Schöppenstedt NI Schorndorf BW Schortens NI Schotten HE Schramberg BW Schraplau ST Schriesheim BW Schrobenhausen BY Schrozberg BW Schüttorf NI Schwaan MV Schwabach BY Schwäbisch Gmünd BW Schwäbisch Hall BW Schwabmünchen BY Schwaigern BW Schwalbach am Taunus HE Schwalmstadt HE Schwandorf BY Schwanebeck ST Schwarzatal TH Schwarzenbach am Wald BY Schwarzenbach an der Saale BY Schwarzenbek ST Schwarzenberg/Erzgeb. SN Schwarzenborn HE Schwarzheide BB Schwedt/Oder BB Schweich RP Schweinfurt BY Schwelm NW Schwentinental ST Schwerin MV Capitale del Länder Schwerte NW Schwetzingen BW Sebnitz SN Seehausen (Altmark) ST Seeland ST Seelow BB Seelze NI Seesen NI Sehnde NI Seifhennersdorf SN Selb BY Selbitz BY Seligenstadt HE Selm NW Selters (Westerwald) RP Senden BY Sendenhorst NW Senftenberg BB Seßlach BY Siegburg NW Siegen NW Sigmaringen BW Simbach am Inn BY Simmern/Hunsrück RP Sindelfingen BW Singen (Hohentwiel) BW Sinsheim BW Sinzig RP Soest NW Solingen NW Solms HE Soltau NI Sömmerda TH Sondershausen TH Sonneberg TH | Sonnewalde BB Sonthofen BY Sontra HE Spaichingen BW Spalt BY Spangenberg HE Spenge NW Spira, (Speyer) RP Spremberg BB Springe NI Sprockhövel NW Stade NI Stadtallendorf HE Stadtbergen BY Stadthagen NI Stadtilm TH Stadtlohn NW Stadtoldendorf NI Stadtprozelten BY Stadtroda TH Stadtsteinach BY Stadt Wehlen SN Starnberg BY Staßfurt ST Staufen im Breisgau BW Staufenberg HE Stavenhagen MV St. Blasien BW Stein BY Steinach TH Steinau an der Straße HE Steinbach-Hallenberg TH Steinbach (Taunus) HE Steinfurt NW Steinheim an der Murr BW Steinheim NW Stendal ST Sternberg MV St. Ingbert SL St. Georgen im Schwarzwald BW Stoccarda, (Stuttgart) BW Capitale del Länder Stockach BW Stolberg (Harz) ST Stolberg (Rhld.) NW Stollberg/Erzgeb. SN Stolpen SN Storkow (Mark) BB Stößen ST Straelen NW Stralsund MV Città Aseatica Strasburg (Uckermark) MV Straubing BY Strausberg BB Strehla SN Stromberg RP Stühlingen BW Stutensee BW St. Wendel SL Südliches Anhalt ST Suhl TH Sulingen NI Sulz am Neckar BW Sulzbach/ Saar SL Sulzbach-Rosenberg BY Sulzburg BW Sundern (Sauerland) NW Süßen BW Syke NI |

## T
| | | |
| Tambach-Dietharz TH Tangerhütte ST Tangermünde ST Tann HE Tanna TH Tauberbischofsheim BW Taucha SN Taunusstein HE Teclemburgo NW Tegernsee BY Telgte NW Teltow BB Templin BB Tengen BW Tessin MV Teterow MV Tettnang BW Teublitz BY Teuchern ST Teupitz BB | Teuschnitz BY Thale ST Thalheim/Erzgebirge SN Thannhausen BY Tharandt SN Themar TH Thum SN Tirschenreuth BY Titisee-Neustadt BW Tittmoning BY Todtnau BW Töging am Inn BY Tönisvorst NW Tönning ST Torgau SN Torgelow MV Tornesch ST Traben-Trarbach RP Traunreut BY | Traunstein BY Trebbin BB Trebsen/Mulde SN Treffurt TH Trendelburg HE Treuchtlingen BY Treuen SN Treuenbrietzen BB Treviri, (Trier) RP Triberg im Schwarzwald BW Tribsees MV Triptis TH Trochtelfingen BW Troisdorf NW Trossingen BW Trostberg BY Tubinga, (Tübingen) BW Tuttlingen BW Twistringen NI |

## U
|                                                                                              |                                                                              |                                                                    |
| Übach-Palenberg NW Überlingen BW Uebigau-Wahrenbrück BB Ueckermünde MV Uelzen NI Uetersen ST | Uffenheim BY Uhingen BW Ulma, (Ulm) BW Ulmen RP Ulrichstein HE Ummerstadt TH | Unkel RP Unna NW Unterschleißheim BY Usedom MV Usingen HE Uslar NI |

## V
| | | |
| Vacha TH Vaihingen an der Enz BW Vallendar RP Varel NI Vechta NI Velbert NW Velburg BY Velden BY Vellberg BW Vellmar HE Velten BB Verden (Aller) NI | Veringenstadt BW Versmold NW Vetschau/Spreewald BB Viechtach BY Viernheim HE Viersen NW Villingen-Schwenningen BW Vilsbiburg BY Vilseck BY Vilshofen an der Donau BY Visselhövede NI | Vlotho NW Voerde (Niederrhein) NW Vogtsburg im Kaiserstuhl BW Vohburg a.d.Donau BY Vohenstrauß BY Vöhrenbach BW Vöhringen BY Volkach BY Völklingen SL Volkmarsen HE Vreden NW |

## W
| | | |
| Wachenheim an der Weinstraße (RP) Wächtersbach HE Wadern SL Waghäusel BW Wahlstedt ST Waiblingen BW Waibstadt BW Waischenfeld BY Waldbröl NW Waldeck HE Waldenbuch BW Waldenburg SN Waldenburg BW Waldershof BY Waldheim SN Waldkappel HE Waldkirch BW Waldkirchen BY Waldkraiburg BY Waldmünchen BY Waldsassen BY Waldshut-Tiengen BW Walldorf BW Walldürn BW Wallenfels BY Walsrode NI Waltershausen TH Waltrop NW Wanfried HE Wangen im Allgäu BW Wanzleben-Börde ST Warburg NW Waren (Müritz) MV Warendorf NW Warin MV Warstein NW Wassenberg NW Wasserburg am Inn BY Wassertrüdingen BY Wasungen TH Wedel ST Weener NI Wegberg NW Wegeleben ST Wehr BW Weida TH Weiden in der Oberpfalz BY Weikersheim BW Weil am Rhein BW Weilburg HE Weil der Stadt BW Weilheim an der Teck BW Weilheim in Oberbayern BY Weimar TH | Weingarten BW Weinheim BW Weinsberg BW Weinstadt BW Weismain BY Weißenberg SN Weißenburg in Bayern BY Weißenfels ST Weißenhorn BY Weißensee TH Weißenstadt BY Weißenthurm RP Weißwasser/Oberlausitz SN Weiterstadt HE Welzheim BW Welzow BB Wemding BY Wendlingen am Neckar BW Werben (Elbe) ST Werdau SN Werder (Havel) BB Werdohl NW Werl NW Wermelskirchen NW Wernau BW Werne NW Werneuchen BB Wernigerode ST Wertheim BW Werther NW Wertingen BY Werra-Suhl-Tal TH Wesel NW Wesenberg MV Wesselburen ST Wesseling NW Westerburg RP Westerstede NI Wetter NW Wetter HE Wettin-Löbejün ST Wetzlar HE Widdern BW Wiehe TH Wiehl NW Wiesbaden HE Capitale del Länder Wiesmoor NI Wiesensteig BW Wiesloch BW Wildberg BW Wildemann NI Wildenfels SN Wildeshausen NI Wilhelmshaven NI | Wilkau-Haßlau SN Willebadessen NW Willich NW Wilsdruff SN Wilster ST Wilthen SN Windischeschenbach BY Windsbach BY Winnenden BW Winsen (Luhe) NI Winterberg NW Wipperfürth NW Wirges RP Wismar, MV Città Anseatica Wissen RP Witten NW Wittenberg ST Wittenberge BB Wittenburg MV Wittichenau SN Wittlich RP Wittingen NI Wittmund NI Wittstock/Dosse BB Witzenhausen HE Woldegk MV Wolfach BW Wolfenbüttel NI Wolfhagen HE Wolframs-Eschenbach BY Wolfratshausen BY Wolfsburg NI Wolfstein RP Wolgast MV Wolkenstein SN Wolmirstedt ST Wörlitz ST Worms RP Wörrstadt RP Wörth am Rhein RP Wörth an der Donau BY Wörth am Main BY Wriezen BB Wülfrath NW Wunsiedel BY Wunstorf NI Wuppertal NW Würselen NW Wurzbach TH Würzburg BY Wurzen SN Wustrow (Wendland) NI Wyk auf Föhr ST |

## X
|           |  |  |
| Xanten NW |  |  |

## Z
| | | |
| Zahna ST Zarrentin am Schaalsee MV Zehdenick BB Zeil am Main BY Zeitz ST Zell am Harmersbach BW Zell im Wiesental BW Zell (Mosel) RP Zella-Mehlis TH Zerbst/Anhalt ST | Zeulenroda-Triebes TH Zeven NI Ziegenrück TH Zierenberg HE Ziesar BB Zirndorf BY Zittau SN Zöblitz SN Zörbig ST | Zossen BB Zschopau SN Zülpich NW Zweibrücken RP Zwenkau SN Zwickau SN Zwiesel BY Zwingenberg HE Zwönitz SN |